# De Licor (manzana)
De Licor o Apfelwein  es el nombre de una variedad cultivar de manzano (Malus domestica). Esta manzana está cultivada en diversos viveros entre ellos algunos dedicados a conservación de árboles frutales en peligro de desaparición, así como en parcelas de cultivos de organismos autónomos de conservación de las variedades hortícolas y frutales de la herencia. Esta manzana es originaria del Archipiélago canario (isla de Gran Canaria),donde tuvo su mejor época de cultivo comercial anterior a la década de 1960, y actualmente en menor medida aún se encuentra. Aunque el licor de manzana si uno no tiene a la mano el tipo de manzana Malus domestica se podría utilizar cualquier otro tipo de manzana para la preparación  

## Sinónimos
- "Manzana de Licor",[6][8][9]
- "de Licor 1173".[10]

## Historia
La llegada de los manzanos al Archipiélago canario, se produjo tras la conquista castellana. Ya en la primera mitad del siglo XVI, se conocían múltiples variedades de manzanas plantadas en las islas.
Las Islas Canarias presentan unas condiciones de clima y de suelos excelentes para el cultivo del manzano, en la ecozona de "Medianías Frescas" del norte de las islas canarias occidentales, y de Gran Canaria, dada las altas necesidades de horas de frío y de humedad que presenta el cultivo del manzano.
'De Licor' está considerada incluida en las variedades locales autóctonas muy antiguas, cuyo cultivo se centraba en comarcas muy definidas. Se caracterizaban por su buena adaptación a sus ecosistemas y podrían tener interés genético en virtud de su adaptación. Se encontraban diseminadas por todas las regiones fruteras españolas, aunque eran especialmente frecuentes en la España húmeda. Estas se podían clasificar en dos subgrupos: de mesa y de sidra (aunque algunas tenían aptitud mixta).
'De Licor' es una variedad mixta, clasificada como de mesa, también se utiliza en la elaboración de sidra; difundido su cultivo en el pasado por los viveros comerciales y cuyo cultivo en la actualidad se ha reducido a huertos familiares y jardines privados.

## Características
El manzano de la variedad 'De Licor' tiene un vigor Medio; florece a inicios de mayo; tubo del cáliz alargado, ancho, cóncavo, y con los estambres situados por encima de la mitad.
La variedad de manzana 'De Licor' tiene un fruto de tamaño pequeño; forma esférica y aplastada por los dos polos, rebajada de un lado, contorno oval o esfero irregular; piel fuerte; con color de fondo verdoso, siendo el color del sobre color cobre y rojo, importancia del sobre color medio, siendo su reparto en chapa / rayas, con chapa de variada extensión, suavemente cobriza, pinceladas generalmente radiales de tono ciclamen más o menos intensas, acusa punteado abundante, ruginoso y color claro, y una sensibilidad al "russeting" (pardeamiento áspero superficial que presentan algunas variedades) débil; pedúnculo de longitud media, erecto o algo curvado, leñoso y rojizo, anchura de la cavidad peduncular es amplia, profundidad de la cavidad pedúncular de profundidad poco profunda, a veces ampliada desde el fondo, éste con costra ruginosa, bordes ondulados, e importancia del "russeting" en cavidad peduncular media; anchura de la cavidad calicina medianamente ancha, profundidad de la cav. calicina poco profunda, de fondo rayado y plaqueado de ruginosidad oscura, y de la importancia del "russeting" en cavidad calicina media; ojo pequeño, con ausencia total de los sépalos dándole en conjunto aspecto tosco.
Carne de color crema con fibras verdosas; textura crujiente, jugosa; sabor característico de la variedad, acidulado y poco aceptable; corazón pequeño, centrado, bulbiforme. Celdas y eje estropeados por la carpocapsa.
La manzana 'De Licor' tiene una época de maduración y recolección tardía en el otoño-invierno, se recolecta desde mediados de octubre hasta mediados de noviembre, madura durante el invierno aguanta varios meses más. Tiene uso mixto pues se usa como manzana de mesa fresca, y también como manzana para elaboración de sidra.
Este licor de manzana se deja en maceración en Aguardiente, orujo o vodka o alcohol etílico bebible